# Jan Johansen
Pour les articles homonymes, voir Johansen.
Jan Johansen (né le 9 janvier 1966) est un chanteur suédois.

## Biographie
Après sa victoire au Melodifestivalen 1995, Jan Johansen participe au Concours Eurovision de la chanson 1995 et se classe 3e avec sa chanson Se på mej.
Il participe au Melodifestivalen 2020 en dernière minute avec la chanson Miraklernas tid pour remplacer Thorsten Flinck, disqualifié à cause d'une affaire judiciaire.

## Discographie
| Année | Album                                                     | Meilleur classement | Meilleur classement | Certification |
| Année | Album                                                     | SWE                 | NOR                 | Certification |
| ----- | --------------------------------------------------------- | ------------------- | ------------------- | ------------- |
| 1995  | Johansen                                                  | 2                   | 34                  |               |
| 1995  | Johansen 2                                                | 23                  | 22                  |               |
| 1997  | Roll Tide Roll (avec les Brazz Brothers et Egil Johansen) | –                   | –                   |               |
| 2001  | Fram till nu                                              | 36                  | 23                  |               |
| 2002  | Hela vägen fram                                           | 29                  | –                   |               |
| 2003  | X My Heart                                                | 44                  | –                   |               |
| 2006  | Jan Johansen Hits!                                        | –                   | –                   |               |
| 2009  | Minnen                                                    | N/A*                | 7                   |               |
| 2010  | En ny bild av mig                                         | –                   | –                   |               |
| 2013  | Min jul                                                   | 12                  | –                   |               |

*Seulement sorti en Norvège et en Finlande